# أليكساندر هيس
أليكساندر هيس (بالفرنسية: Alexandre Hesse)‏ هو رسام فرنسي، ولد في 30 ديسمبر 1806 في باريس في فرنسا، وتوفي بنفس المكان في 7 أغسطس 1879.